# گاربو حرف می‌زند
گاربو حرف می‌زند (انگلیسی: Garbo Talks) فیلمی در ژانر کمدی-درام به کارگردانی سیدنی لومت است که در سال ۱۹۸۴ منتشر شد. از بازیگران آن می‌توان به آن بنکرافت، ران سیلور، کری فیشر و بتی کامدن اشاره کرد.